# 8391 Kring
8391 Kring (1993 HH3) là một tiểu hành tinh vành đai chính được phát hiện ngày 20 tháng 4 năm 1993 bởi Spacewatch ở Kitt Peak.